# Susan Smith
Susan Leigh Vaughan Smith (nascida em 26 de setembro de 1971) é uma americana que foi condenada à prisão perpétua pelo assassinato de seus próprios filhos. Nascida em Union, Carolina do Sul, ex-aluna da University of South Carolina Union, ela foi condenada em 22 de julho de 1995 por assassinar seus dois filhos, um de 3 anos de idade, Michael Daniel Smith, nascido em 10 de outubro de 1991, e um de 14 meses de idade, Alexander Tyler Smith, nascido em 5 de agosto de 1993.  O caso ganhou atenção mundial pouco depois de desenvolvido, devido à sua alegação de que um homem negro havia roubado seu carro e sequestrado seus filhos. Mais tarde, ela alegou que sofria de problemas de saúde mental que a fazia perder o juízo.

## Leia também
- Racial hoax
- China P. Arnold
- Tawana Brawley
- Diane Downs
- Duke lacrosse case
- La Llorona
- Darlie Routier
- Dena Schlosser
- Charles Stuart
- Andrea Yates

## Livros
- Rekers, George (1995). Susan Smith: Victim or Murderer. [S.l.]: Glenbridge Publishing. ISBN 0-944435-38-6
- Russell, Linda; Stephens, Shirley (2000). My Daughter Susan Smith. [S.l.]: Authors Book Nook. ISBN 978-0-9701076-1-9
- Smith, David (1995). Beyond All Reason: My Life With Susan Smith. [S.l.]: Zebra. ISBN 978-0-8217-5220-3
- South Carolina Law Enforcement Division (SLED); SLED Latent Print and Crime Scene Worksheet: Floatation Characteristics of 1990 Mazda Protege; May 24, 1995